# Lukas Wedl
Lukas Wedl (* 19. Oktober 1995 in Amstetten) ist ein österreichischer Fußballtorwart.

## Karriere
Wedl begann seine Karriere beim FC Waidhofen/Ybbs. 2012 wechselte er zum Viertligisten SV Gaflenz, den er jedoch nach einem halben Jahr verließ und zum FC Wacker Innsbruck II ging. Im Juli 2014 stand er erstmals im Kader der Profis. Im Mai 2016 gab er schließlich sein Profidebüt, als er im Auswärtsspiel gegen den SK Austria Klagenfurt als Ersatz für Julian Weiskopf eingewechselt wurde.
Mit Innsbruck stieg er 2018 in die Bundesliga auf. Mit Wacker musste er 2019 wieder aus der Bundesliga absteigen. In acht Jahren in Innsbruck kam er zu 40 Zweitligaeinsätzen für die Profis, in der Bundesliga kam er für Wacker nie zum Einsatz. Für die Amateure absolvierte er insgesamt 66 Partien, davon 16 in während des einjährigen Zweitligaintermezzos 2018/19.
Im August 2021 wechselte Wedl zum Bundesligisten FK Austria Wien.